# Chibuike Nwaiwu
Chibuike Godfrey Nwaiwu (* 23. Juli 2003) ist ein nigerianischer Fußballspieler.

## Karriere
Nwaiwu begann seine Karriere in der Borussia Digitals Sporting Acadamy. Im Dezember 2021 wechselte er zum Erstligisten Heartland FC. Bis zum Ende der Saison 2021/22 kam er zu 15 Einsätzen in der Nigeria Professional Football League, aus der er mit Heartland aber abstieg. Zur Saison 2022/23 wechselte er daraufhin zum Erstligisten Enyimba FC. In der Saison 2022/23 kam er zu 22 Einsätzen in Nigerias Oberhaus. In der Saison 2023/24 absolvierte er 21 Partien.
Im September 2024 wechselte Nwaiwu zum österreichischen Bundesligisten Wolfsberger AC, bei dem er einen bis 2027 laufenden Vertrag erhielt.

## Erfolge
- Österreichischer Cupsieger: 2025